# 深夜のダメ恋図鑑
『深夜のダメ恋図鑑』（しんやのダメこいずかん）は、尾崎衣良による日本の漫画。『プチコミック増刊』（小学館）2013年3月号に掲載を皮切りに、同誌にて2014年12月号（秋号）まで連載（最中に1度の休載あり）し、合間に同社の『プチコミック』2014年9月号や2015年2月号別冊付録、また同じく『姉系プチコミック』2015年1号に掲載した後、『プチコミック』にて2015年11月号より2022年11月号まで連載した。
2022年12月時点で電子版を含めた累計部数は420万部を突破している。
2018年にテレビドラマ化され、テレビ朝日系で放送された（#テレビドラマ参照）。

## 沿革
『プチコミック増刊』（小学館）2013年3月号に初掲載され、以後読切として散発的に掲載。その後、『プチコミック』（同）にて2015年11月号より連載開始。
2017年2月8日に小学館の漫画家が描きおろしたショート漫画を掲載するサイト「KYUNPAD」が誕生した際には、本作品も参加している。同年9月8日、単行本第3巻の発売を記念し、特設サイト「ダメ恋撃退講座!!」を開設。ダメンズの撃退方法をレクチャーした動画や、テレビコマーシャルなどが公開された。
2018年にテレビドラマ化。
2019年6月6日発売の『ダ・ヴィンチ』（KADOKAWA）7月号では「悪い男」特集が組まれ、「悪い男」を題材とした本作品の描きおろし漫画を掲載。
2022年10月、『プチコミック』11月号にて最終回を迎える。

## 登場人物
本作品では一部のキャラクターを除き、JRの駅名が苗字の由来となっている。苗字のリンク先は由来となった駅を指す。

### 主要キャラクター
古賀円（こが まどか）
主人公の1人。24歳→25歳。工業部品メーカーの経営本部秘書課付の受付嬢。英語は堪能。見た目は清楚な美人でスタイルも良いが、元ヤンの毒舌家。意外にも未だに男性経験が無く処女。過去に交際した男性はいるが、親密になる前に別れている。
時おり言動と行動が災いしてしまう悪いところもあるが、正義感が強く優しい面も持ち合わせている。ダメ男にしか寄ってこない現状に苛立ちを募らせている。社会人としては有能だが料理の腕前は壊滅的。九州出身で家族は父・母・兄（篤志）がいる。学生時代はヤンキーだったが大学受験を前に「このままではヤバい」と心機一転し更生した。しかし外面がいいだけで素の口調は下品なまま。言う時はズケズケ言う（主に気の置けない友人やダメ男に発揮される）。また元ヤン時代の仲間とも今でも付き合いがある（全員更生済みとのこと）。大学時代はインカレサークルの映画研究に通っており、清楚な外見と気遣いのある振る舞いで次々とダメンズを引き寄せてしまっていた。これは社会人になっても変わっておらず、既婚男性にまで気を持たせて浮気の誘いを受けるハメとなっている。友人と食事中に市来に初めて出会い、その際は難癖をつけてきた彼に得意の毒舌を浴びせるなど出会い方は最悪だったが、以後はしばしば仕事で会うようになり、ひょんなことから男友達のような関係に発展するが、彼から恋慕されていることは全く気づいていない。
キレた時は嘲笑を浮かべながら淡々とダメな点を指摘することが多い。また「うるせえデブ」など睨みながらブッタ斬る言動を取ることも。基本的に暴力は振るわないが腕っぷしはかなり強い。
福間千代（ふくま ちよ） / 八代千代（やつしろ ちよ）
主人公の1人。25歳→26歳。OL。八代智司と交際をしており、彼からプロポーズを受け後に結婚し、八代姓になる。少女漫画のような恋愛に憧れる夢見がちな女性だが、理想と現実とのギャップに思い悩むこともしばしば。しかし一方で、結婚式での誓いのキスを「人前でなんて無理」と拒否するなど、ドライな一面も持ち合わせる。現在進行形で主人公3人の中では一番マトモな恋愛をしており、恋人も一貫して変わっていない（ただし過去に別れた男性がいる）。智司との付き合いを通して少女マンガの展開を現実に反映させても満足できないことを悟り反省している。福岡県出身。家族は父・母がいる。
友人二人と比べるとキレることはほとんどないが、作中途中から智司に対して鬱憤が溜まると内心で「オマエ」「キサマ」と毒づくなど口汚くなるようになっている。この状態は友人二人から「黒千代」と呼ばれている。
千鳥佐和子（ちどり さわこ）
主人公の1人。25歳→26歳。行政書士。一人称は「あたし」。才色兼備で彼氏があまり途切れたことがないが、男運がなくダメ男としか付き合ったことがない。しかし、これは彼女自身の甘さが招いた結果でもある。根は真面目でしっかり者のため、良くも悪くも真に受け過ぎる傾向がある。付き合った相手には、とことん尽くすタイプ。家事や料理も得意。肝が据わっており、ゴキブリが出ても臆することなく退治できる。
キレると怒鳴りつける、もしくはドスの聞いた声音で相手を委縮させてから淡々とダメな点を指摘する。円と比べると険しい表情を見せることが多い。別れたにもかかわらず諒に付きまとわれている。しかも諒より高収入。
八代智司（やつしろ さとし）
千代の彼氏。真面目で良心的な男性。千代に対し、彼女の望む王子様になろうと日々奮闘している。後に千代にプロポーズし結婚。
見た目は良い方で基本的にはスマートな振る舞いだが、ファッションやプレゼントのセンスが非常にダサい。千代の少女マンガ趣味を知って「王子様らしく」振る舞おうとしていたが、バナナの皮でコケた挙句ズボンの後ろが破けてしまうなど醜態を晒すことに。不運にも体毛やよだれを垂らした汚い寝顔などが原因で千代には引かれたりしている。
家族は父と母（関東在住）、作中未登場だが兄弟がいる。
登場当初は肉食系で言葉遣いも大分違っており、千代との出会いもバーでナンパしたのが始まりだった。女性の扱いにも長けている。
国分諒（こくぶ りょう）
佐和子が作中に一時期付き合っていた元カレ。年齢は佐和子と同い年→27歳。不動産会社に勤めている。悪気はないが、全てにおいて非常に残念な作中に登場する男性の中でもダントツのダメ男。同僚も彼の話し相手となっているが佐和子に同情しており、内心呆れている。
File.18まで佐和子と付き合い同棲していたが、家事は全て彼女任せな上、お金にもルーズで文句は多い。靴下をその辺に脱ぎ捨てるなど自分の身の回りのことすらまともに出来ない。ゴキブリが苦手で自力で退治できない。現に佐和子が出ていった後は片付けも自分でやろうと考えない為一気にゴミ屋敷と化す。周りの意見に流されやすく、自分の意志や信念もない。挙句の果てには、自分のことは棚に上げて「家事が出来ない女はありえない」などと平気な顔で言い放つ。モラハラ気質の入った他力願望な男。好き嫌いが激しく偏食の上、味音痴。家族は父と母がおり、母が父の物も含め何でもしてくれてしまうことがダメ男になった原因の一つである。
同棲中は佐和子との結婚を望んでおり、高校時代からの友人である瀬戸石夫妻に相談していた。しかし美香が佐和子の怒りを買ったことで言い合いとなり、怒った美香が「諒ならほかにもっといい娘いるよ!!」と口にしたことで別れを決意し、佐和子に別れを告げた。佐和子を追い出して間もなく、家財道具の一切合切を持ち出されてしまい、追い出す前の生活を続けていたことから一気に貧乏に。以降も楽な生活に戻りたいがために佐和子に復縁を迫るが、断られている。佐和子と別れた後しばらくして、新しい彼女のあゆみと付き合い同棲している。自分以上のダメ人間であるあゆみと別れたいと思っているが、別れ話を切り出すたびに泣き落としをされるため、なかなか別れられないでいる。
市来信博（いちき のぶひろ）
円が出会った屁理屈男。諒とは友人関係。雑誌関係の仕事に勤めている。発言自体は常に正論だが、相手に対する配慮が欠けており思ったことをそのままキツい口調で言い放つ。そのため、他人に嫌われてしまうことが多い。
姉と妹がおり、幼少期から「男」というだけで理不尽な扱いを受けてきた経験があり、それが原因で『女に対する穿った見方』をするようになってしまった。のちに少女アニメ（フィギュア含む）にのめり込むようになり、その趣味を円に知られたことをきっかけに交流するようになり、またあることをきっかけに円に恋愛感情を抱くようになった。前述の通り口が悪いが、自分が悪いと思った際には素直に謝る一面もあり、作中の男性の中では比較的まとも。円もさほど嫌悪感はなく好意的に接している。最近は友人である諒のダメっぷりにうんざりすることが多い。

### サブキャラクター
川内万季（せんだい まき）
円の同僚で受付嬢。27歳。円の性格の悪さと良さを知っており、それを認めたうえで彼女を気に入っている。
千鳥陽平（ちどり ようへい）
佐和子の従弟。大学1年生。
郡元ゆうこ（こおりもと ゆうこ）
円の大学時代の友人。共働きで家族は夫（学）・息子（拓海）がいる。
五十市丈（いそいち たけし）
陽平の同級生（2浪）、20歳。佐和子とは陽平の紹介で出会う。軽い性格だが数字に強く、料理も出来る。
あゆみ
諒が新しく付き合っている彼女。22歳。諒と同棲している。諒との同棲をきっかけに勝手に仕事をやめた。家事はまったくできず且つしようとしない。諒のお金を無断に勝手に使い、遊び呆けることに罪悪感がまったくない。また、浮気を平然と行い、他の男にも色目を使うという諒以上のダメ人間。かなりの自己中心的な性格。
古賀ユキオ（こが ユキオ）
円の従兄で独身のダメ男。40歳。円の年齢でさえもババアと言い放ち「女は若いに限る」「可愛くもないババアのATMになる気はない」と豪語する身の程知らずだが、その度に円に毒舌を浴びせられて反撃できずに部屋に引きこもるハメに陥っている。妹の披露宴とユキの友人・山田エリとお見合いをする回で、自身の醜態をさらす結果に終わるなど作中屈指のダメ男。口では上から目線だが本心では結婚したいと思っている。
ユキ
円の従姉。古賀ユキオは兄に当たる。既婚で兄と違い良識がある。ユキオが失言したり、醜態をさらす度にその相手の親戚・友人に謝っている。
瀬戸石（せといし）
諒の高校時代の同級生。諒と同類のダメ男。
美香（みか）
諒の高校時代の同級生。瀬戸石の妻。旧姓は吉尾。未婚の佐和子に上から目線で接するが、息子のしつけや教育には不熱心。
瀬戸石竜馬（せといし りょうま）
瀬戸石と美香の息子。両親からきちんとしつけられておらず、飲食店で走り回る。割ったグラスを触ろうとしたのを佐和子が大声で凄んで止め、怪我をせずに助かる。
大野城（おおのじょう）
円の会社に務めている、円とデートの時に常にきっちり割り勘をするデートの心がけが無いダメ男。おまけに映画館ではレディースデー（女性の入場料が安い日）であることに気づかずにきっちり割り勘しようとしたため、円に見限られた。
山本（やまもと）
円が大学時代に所属していたインカレサークルの映画研究の先輩。洞察力が鋭いと勝手に思っている嫌な男。空気が読めず、得意気の映画のネタバレをする。彼本人は円に好意を抱き、円との交流の際は「映画の見方を教える」と偉そうに言ったが、円の毒舌の一撃でフラれる。
デブ
円の合コンで登場したダメ男。ことあるごとに女性陣達を不快にさせ男性陣が何も言わない中で円の毒舌が炸裂。その場にいた他の全員から拍手をもらう。
二日市収（ふつかいち おさむ）
円に交際を申し込んだ電車オタクの男。実害はないが恋愛や生活に関する全ての事柄を電車に例えてしまうなど残念でめんどくさいところがあり、結果フラれた。ただし、円はフッたとはいえ彼を「いい人」と評しており、作者も6巻のおまけページで「ダメ男ではないと思う」とコメントしている。
マミ
円の大学時代の後輩。結婚式の際にはずっと円をライバル視してきた嫌味なダメ女。佐藤との結婚式の際には円を含む未婚の女性を名指しした上で花束のブーケトスのイベントをするなど失礼なことをしている。原作では夫の浮気により離婚の危機になっているが、ドラマではマミは既にバツイチである。
佐藤（さとう）
円の大学時代の同級生。マミとの結婚式でマミが失礼なことを言った時には円をフォローするつもりが火に油を注ぐ形となってしまう。失礼なことをしてしまい突然やって来て円に対して謝罪をしたのは良いが、アポ無しでブサイクの45歳独身キモオタ上司を紹介しようと連れてきたために円は佐藤を裏路地で半殺しにした。その後夫となってもキャバ嬢との浮気が発覚して離婚の危機になっている。ドラマ版ではバツイチになっている。
本山（もとやま）
千代の会社の同僚。千代にはぶっきらぼうでそっけない態度を取っているが、密かに思いを寄せている。しかし千代にはまったく気づかれていない。結婚式の席では自分の想いに見切りをつけ、千代のためにカラオケソングを披露した（素人の上にうるさいだけだったので皆には迷惑がられていた）。
市来実加（いちき みか）
市来の妹。傍若無人な性格で、幼少期から兄の市来に自分勝手な振る舞いをしており、彼の女性観を歪ませた元凶の一人。
彼氏のDVから逃げてきたところを市来と円に助けられた。それ以降は兄の家に居候している。兄譲りなのかそれなりに弁が立ち、兄に正論をぶつけて落ち込ませたり、家に上がり込んできた諒を論破して撃退したこともある。

## 評価
2016年12月、「このマンガがすごい!2017」のオンナ編にて4位を獲得。同月20日発売の『エンタミクス』（KADOKAWA）2017年2月号にて発表された「2016コレ読んで漫画RANKING BEST50」では、本作品が1位に選出。ランキングは全国3000店の書店員と同誌の編集部員によって選ばれている。
2017年2月、日本出版販売主催による「全国書店員が選んだおすすめコミック2017」が発表され、2位に選出。ランキングは全国1094名の書店員による投票で選ばれている。

## 書誌情報
- 尾崎衣良 『深夜のダメ恋図鑑』 小学館〈フラワーコミックスα〉、全10巻
  1. 2015年4月10日発売[16]、ISBN 978-4-09-137342-7
  2. 2016年8月10日発売[17]、ISBN 978-4-09-138546-8
  3. 2017年9月8日発売[6][18]、ISBN 978-4-09-139569-6
  4. 2018年7月10日発売[4][19]、ISBN 978-4-09-870160-5
  5. 2018年11月9日発売[20][21]、ISBN 978-4-09-870244-2
  6. 2019年11月8日発売[22]、ISBN 978-4-09-870565-8
  7. 2020年6月10日発売[23]、ISBN 978-4-09-871018-8
  8. 2021年4月9日発売[24]、ISBN 978-4-09-871342-4
  9. 2022年2月10日発売[25]、ISBN 978-4-09-871599-2
  10. 2022年12月9日発売[3]、ISBN 978-4-09-871814-6
- 尾崎衣良『深夜のダメ恋図鑑＋諒by瀬戸利樹』小学館〈フラワーコミックスα＋PHOTO〉[26]、2018年11月9日発売[20] - 電子版のみ[20]。写真と漫画が融合した作品となっており、漫画の中の諒がいるコマがドラマで諒を演じた瀬戸利樹となっている[20]。猪岐沙矢佳が撮影を担当。

## テレビドラマ
2018年10月7日から12月9日まで朝日放送テレビ（ABCテレビ）の制作により、テレビ朝日ほか同系列局の一部で放送の『ドラマL』にて連続ドラマ化された。

### キャスト（テレビドラマ）
- 古賀円 - 馬場ふみか[4]
- 千鳥佐和子 - 佐野ひなこ[4]
- 福間千代 - 久松郁実[4]
- 国分諒 - 瀬戸利樹
- 八代智司 - 清原翔

### ゲスト
第1夜
- 山田（愛の伝道師） - アレクサンダー
- 鈴木（妄想モンスター） - 小笠原海（超特急）（第2夜）
- 藤原（鈴木の先輩） - 池田良（第2夜）
- 岡本至恩
- 桐谷（ヒモ暮らしのキリエッティ） - 矢野聖人

第2夜
- 益山寛司
- 万季（円の同僚） - 古賀哉子[28]（第8・最終夜）
- 長谷川（八代の同僚・心の支え） - 小越勇輝[28]（第3 - 4・7・9 - 最終夜）

第3夜
- 田中（円を振った男） - 市川知宏
- 猫ひろし
- 矢野（諒の同僚） - 君嶋麻耶（第6・8夜）
- 遠藤（諒の同僚） - 岩井拳士朗（第6・8夜）

第4夜
- 佐藤（夢：正義の味方） - 水上剣星
- マミ（バツイチ） - わちみなみ
- 永野（佐藤の上司） - 永野
- 慶子（円の友人） - 椿弓里奈
- 瑞穂（円の友人） - ゆきぽよ[28]
- ヒロド歩美（ABCテレビアナウンサー）

第5夜
- ヤスくん（愛のテロリスト） - 藤田富
- 加藤（秋○康じゃねーよ） - 関太（タイムマシーン3号）
- 藤田崇之（ファイヤーサンダー）
- 崎山祐（ファイヤーサンダー）
- 樋口柚子
- 二日市（baby baby♪） - ko-dai（Sonar Pocket）

第6夜
- 中田 - 木村了
- 大野城（古備前派） - 廣瀬智紀
- 菅裕輔
- 中尾有伽
- 本山（ツンデレ星の王子サマ） - 栁俊太郎（第7 - 9夜）

第7夜
- 坂本（被虐の吟遊詩人） - 森田哲矢（さらば青春の光）
- 加藤葵
- 水樹たま
- 今本洋子
- 杉山あつし
- 沢健太郎
- 肥後（地獄からの使者） - 小澤雄太

第8夜
- 相馬有紀実
- 山田菜々子
- Pepper
- 葉木（ラーメン つけメン 僕、イクメン） - 袴田吉彦

第9夜
- 瀬戸石（炭酸水派） - 入江甚儀
- 由紀夫（実はダテメガネ）  - マツモトクラブ
- 渋谷謙人
- 若月彩子
- 竜馬（せやな!） - 内畠颯
- 鎌瀬（ラスボス） - 坂東工（最終夜）
- 美香（硬水派） - 梅田彩佳[28]

最終夜
- 長田凛大
- 入慶田本朝敬
- 大滝鷹也
- 大川慶吾
- 藤原ジャン龍
- 林昴太
- どんぐり

### スタッフ
- 原作 - 尾崎衣良 『深夜のダメ恋図鑑』（小学館）
- 脚本 - 阿相クミコ
- チーフプロデューサー - 飯田新（朝日放送テレビ）、森川真行（ファインエンターテイメント）
- プロデューサー - 山崎宏太（朝日放送テレビ）、清家優輝（ファインエンターテイメント）
- 監督 - ふくだももこ 、山本大輔
- 主題歌 - TWICE「STAY BY MY SIDE」（ワーナーミュージック・ジャパン）
- エンディングテーマ - Sonar Pocket「baby baby」（ワーナーミュージック・ジャパン）
- 制作協力 - ファインエンターテイメント
- 制作著作 - 朝日放送テレビ

### 放送局・配信元

#### 放送局
| 放送期間                                 | 放送時間                     | 放送局         | 対象地域   | 備考                                                                                           |
| ---------------------------------------- | ---------------------------- | -------------- | ---------- | ---------------------------------------------------------------------------------------------- |
| 2018年10月7日 - 12月9日                  | 日曜 2:30 - 3:00（土曜深夜） | テレビ朝日     | 関東広域圏 | 第3話までと第7話以降は制作局より21時間5分先行ネット 第4話から第6話は後述の理由により遅れネット |
|                                          | 日曜 23:35 - 翌0:05          | 朝日放送テレビ | 近畿広域圏 | 制作局                                                                                         |
| 2018年10月15日 - 12月17日                | 月曜 0:55 - 1:25 (日曜深夜)  | 静岡朝日テレビ | 静岡県     |                                                                                                |
| 2018年10月16日 - 12月18日                | 火曜 1:29 - 1:59 (月曜深夜)  | メ～テレ       | 中京広域圏 |                                                                                                |
| 2018年10月20日 - 12月29日                | 土曜 0:50 - 1:20（金曜深夜） | 山形テレビ     | 山形県     |                                                                                                |
| 2018年10月23日 - 2019年1月8日            | 火曜 0:25 - 1:30（月曜深夜） | 北陸朝日放送   | 石川県     | [ 注 8 ]                                                                                       |
| 2018年10月25日 - 12月20日                | 木曜 1:45 - 2:15（水曜深夜） | 青森朝日放送   | 青森県     |                                                                                                |
| 2018年11月10日 - 2019年2月2日            | 土曜 2:00 - 2:30（金曜深夜） | 琉球朝日放送   | 沖縄県     | [ 29 ]                                                                                         |
| 2018年11月14日 - 2019年1月30日           | 水曜 0:55 - 1:25 (火曜深夜)  | 長野朝日放送   | 長野県     |                                                                                                |
| 2018年11月23日 - 2019年2月2日            | 金曜 1:25 - 1:55 (木曜深夜)  | 愛媛朝日テレビ | 愛媛県     |                                                                                                |
| 2018年12月8日 - 2019年2月17日            | 日曜 3:00 - 3:30（土曜深夜） | 鹿児島放送     | 鹿児島県   |                                                                                                |
| 2019年1月2日 - 4日 （1日深夜 - 3日深夜） | [ 30 ]                       | 新潟テレビ21   | 新潟県     |                                                                                                |
| 2019年1月8日 - 2019年3月12日             | 火曜 1:55 - 2:25（月曜深夜） | 九州朝日放送   | 福岡県     |                                                                                                |
| 2019年4月4日 - 2019年6月6日              | 木曜 1:25 - 1:55（水曜深夜） | 秋田朝日放送   | 秋田県     |                                                                                                |
| 2019年4月16日 - 2019年6月25日            | 火曜 1:20 - 1:50（月曜深夜） | 山口朝日放送   | 山口県     |                                                                                                |
| 2019年6月17日 - 9月16日                  | 月曜 0:55 - 1:30（日曜深夜） | 長崎文化放送   | 長崎県     |                                                                                                |

- 制作局以外は制作局における本番組の差し替え番組『関ジャム 完全燃SHOW』（テレビ朝日制作、日曜23:10 - 翌0:05。朝日放送テレビのみ月曜1:55 - 2:55にて遅れネット）のテレビ朝日との同時ネットを堅持するため、時差ネット。制作局を除いた特記なきネット局についてはいずれも遅れネット。
- テレビ朝日では、2018年10月28日に第4話を通常より15分遅れ（制作局より20時間50分先行ネット）で放送予定であったが、前夜の『プロ野球SMBC日本シリーズ第1戦・広島東洋カープvs福岡ソフトバンクホークス』（18時30分 - 23時20分、予定より140分延長）のため、急遽休止。これにより11月4日以降の放送を先行ネットから遅れネットに変更となったが、11月18日に第6話の遅れ分と第7話の先行分を連続放送したため、先行ネットに戻る。

### インターネット配信
| 配信元               | 配信期間     | 備考           |
| -------------------- | ------------ | -------------- |
| TSUTAYA TVプレミアム | 放送済分全話 | 有料見放題配信 |

### 放送日程
- 放送日は制作局・朝日放送テレビ基準。

| 話数   | 放送日   | サブタイトル                                                                                               | ラテ欄                                    | 監督         | 備考     |
| ------ | -------- | --- | ----------------------------------------- | ------------ | -------- |
| 第1夜  | 10月7日  | File.1 正直な男File.2 布団の男File.3 毛の男File.4 浮気する男File.5 ロックオンする男File.6 イベント重視な男 | モグラがダメ男を成敗!! 超人気コミック     | ふくだももこ | [ 注 9 ] |
| 第2夜  | 10月14日 | File.7 無能な男File.8 毛の男2File.9 妄想する男File.10 毛の男3File.11 ワガママな男                          | 大人気コミック原作!! モグラがダメ男を斬る | ふくだももこ |          |
| 第3夜  | 10月21日 | File.12 勘違いな男File.13 Tシャツの男File.14 亭主関白な男                                                  | モグラ女子(秘)恋バナ!! 大人気コミック原作 | 山本大輔     |          |
| 第4夜  | 10月28日 | File.15 王子になりたい男File.16 デキない男File.16 王子になりたい男2File.18 KYな男                          | OPダンスが超話題!! モグラ女子VSダメ男!!   | 山本大輔     |          |
| 第5夜  | 11月4日  | File.19 残念な男File.20 残念な男2File.21 ナルシストな男File.22 オタクな男File.23 しない男                  | モグラ女子が壁ドン!? ダメ男をぶった斬る!  | ふくだももこ |          |
| 第6夜  | 11月11日 | File.24 図々しい男File.25 王子になりたい男3File.26 ツンデレな男File.27 割り勘する男File.28 いらねー男      | TWICEダンス!! モグラ女子VS割り勘男        | ふくだももこ |          |
| 第7夜  | 11月18日 | File.29 迷惑な男File.30 芸能人基準な男File.31 M男File.32 やり直したい男                                    | TWICE×ダンス!! モグラ女子VS超ドM男        | 山本大輔     |          |
| 第8夜  | 11月25日 | File.33 イクメンアピール男File.34 転ぶ男File.35 楽して得したい男                                           | モグラ×TWICE!! オープニングダンス!!       | 山本大輔     |          |
| 第9夜  | 12月2日  | File.36 ダメ男のダメ友File.37 上から目線な男File.38 襲来! ダメ男のダメ友File.39 理想の男2                  | モグラの恋に急展開!? ▽大人気コミック原作  | ふくだももこ |          |
| 最終夜 | 12月9日  | File.40 女は俺の道具男File.41 プリンス・オブ・ダメ男File.42 女は俺の道具男2                                | 最終回                                    | ふくだももこ |          |

| 朝日放送テレビ ドラマL                                                                       | 朝日放送テレビ ドラマL                                                                    | 朝日放送テレビ ドラマL                           |
| 前番組                                                                                       | 番組名                                                                                    | 次番組                                           |
| -------------------------------------------------------------------------------------------- | ----------------------------------------------------------------------------------------- | ------------------------------------------------ |
| 幸色のワンルーム （2018年7月8日 - 9月23日） 【この作品のみテレビ朝日でのネット受け取りやめ】 | 深夜のダメ恋図鑑 （2018年10月7日 - 12月9日） 【この作品から再度テレビ朝日でもネット受け】 | パーフェクトクライム （2019年1月20日 - 3月24日） |
| テレビ朝日 日曜2:30 - 3:00（土曜深夜）枠                                                     |                                                                                           |                                                  |
| ミッドナイトサタデー ※2:30 - 4:00 【再度30分繰り下げ・短縮して継続】                         | 深夜のダメ恋図鑑 （2018年10月7日 - 12月9日） 【ここから朝日放送テレビ制作のドラマ枠】     | パーフェクトクライム （2019年1月20日 - 3月24日） |

## 読切版
『深夜のダメ恋図鑑』の表題で『デラックスベツコミ』2012年8月号・2013年2月号に掲載。
尾崎によると、プチコミック系列に掲載しているものが社会人バージョンならば、こちらは大学生バージョンとのことで、いつかどこかで描いてみたいと考えている。